# Gheorghe Țițeica
Gheorghe Țițeica, né le 4 octobre 1873 (16 octobre dans le calendrier grégorien) à Turnu Severin et mort le 5 février 1939 à Bucarest, publiant sous le nom de  George ou Georges Tzitzéica, est un mathématicien roumain, spécialiste de géométrie différentielle.

## Biographie
Țițeica s’intéresse très tôt à la science, à la musique et à la littérature. Il commence ses études au lycée Carol Ier de Craiova, où il offre au magazine du lycée des articles sur les mathématiques et des études de critique littéraire. Après son baccalauréat, il continue ses études à Bucarest, à l’École normale supérieure et à la Faculté des sciences de Bucarest, où il obtient une licence de mathématiques en juin 1895. Il suit en particulier des cours d’Alexandre Orascu et de Spiru Haret qui l’impressionnent beaucoup.
Après quelques mois comme professeur remplaçant au séminaire de théologie de Bucarest, Țițeica passe en 1896 ses examens de qualification comme professeur du secondaire et devient enseignant à Galaţi.
En 1897, sur le conseil de ses amis, Țițeica part à Paris pour compléter ses études. Il est le quatrième roumain à être admis comme élève étranger de l’École normale supérieure et y rencontre  Henri Lebesgue et Paul Montel. Il est particulièrement intéressé par les cours de Gaston Darboux, dont les Leçons sur la théorie des surfaces jouent un rôle important dans les travaux de Țițeica. Le 30 juin 1899, après avoir publié 4 notes dans les Comptes rendus de l’Académie des sciences, celui-ci soutient sa thèse de doctorat ès sciences mathématiques, « Sur les congruences cycliques et sur les systèmes triplement conjugués », devant un jury présidé par Darboux.
À son retour en Roumanie, Țițeica est nommé professeur assistant à l’université de Bucarest. Il est promu professeur titulaire de la chaire de géométrie analytique le 4 mai 1900 , et conserve ce poste jusqu’à sa mort en  1939.  Il enseigne également l’analyse mathématique à l’École polytechnique de Bucarest à partir de 1928 . En 1913, à 40 ans, Țițeica   est élu membre titulaire de l’Académie roumaine, en remplacement de Spiru Haret  ; il y occupe des positions importantes : en 1922, il est vice-président de la section des sciences, en 1928, il est vice-président et en 1929 secrétaire général. Țițeica préside aussi l’Association mathématique de Roumanie, l’Association roumaine des sciences et l’Association pour l’avancement des sciences. Il est aussi vice-président de l’Association polytechnique de Roumanie et membre du Haut Conseil de l’enseignement public.

## Travaux
Țițeica est l‘auteur d’environ 400 articles, la plupart concernant la géométrie différentielle. Poursuivant les travaux du géomètre Ernest Julius Wilczynski, Țițeica a découvert une nouvelle catégorie de surfaces et de courbes qui portent son nom.  
Gheorghe Ţiţeica s'est notamment intéressé à l'étude des réseaux de l'espace à n dimensions définis par une équation de Laplace. 
À travers ses nombreux ouvrages de mathématiques élémentaires et de vulgarisation scientifique qu'il a publiés tout au long de sa vie, il a aussi contribué à élever le niveau de l'enseignement des mathématiques en Roumanie.